# NGC 436
NGC 436 is een open sterrenhoop in het sterrenbeeld Cassiopeia. Het hemelobject ligt ongeveer 9800 lichtjaar van de Aarde verwijderd en werd op 3 november 1787 ontdekt door de Duits-Britse astronoom William Herschel.

## Synoniem
- OCL 320